# ARN d'interferència

Mecanisme d'interferència d'ARN en mamífers.

Interferència d'ARN (ARNi o RNAi, RNA interference en anglès) és un sistema dins les cèl·lules vives que intervé en controlar quins gens són actius i com són d'actius. En la interferència de l'ARN dos tipus de petites molècules d'ARN – microARN (miRNA) i ARN d’interferència petit (small interfering RNA ((siRNA)) – són centrals. L'ARN és el producte directe dels gens i aquests petits ARN es poden enllaçar amb altres ARNs (ARNm) específics i o bé augmentar o disminuir la seva activitat, per exemple prevenir que l'ARN missatger produeixi una proteïna. La interferència de l'ARN té un paper important en defensar les cèl·lules contra gens paràsits – virus i transposons – però també en dirigir el desenvolupament biològic i també l'expressió gènica en general.
El descobriment de l'ARNi va estar precedit per l'observació d'inhibicions en ARN en plantes transgèniques, a principi de la dècada de 1990. La via de l'ARNi es troba en molts organismes eucariotes incloent els animals i s'inicia per l'enzim dicer, que parteix les molècules de llargues cadenes de doble filament de l'ARN (dsRNA) en curts fragments de ~20 nucleòtids anomenats siRNAs. Cada siRNAs es desenvolupa en dos ssRNAs: una cadena passatgera i una altra cadena guia. La cadena passatgera serà degradada i la cadena guia és incorporada a l'ARN-complex silenciador induït (RISC). El resultat més estudiat és el del gen silenciador post-transcriptional, que té lloc quan la cadena guia s'emparella amb la seqüència complementària d'una molècula d'ARN missatger i indueix l'escissió per l'argonaute, el component catalític del complex RISC. Tot i que les concentracions molars inicials de siRNA són limitades, aquest procés s'escampa sistemàticament per l'organisme.
L'efecte robust i selectiu de l'ARNi en l'expressió gènica el fa una eina valuosa en la recerca científica, tant en cultiu cel·lular com en organismes vius, perquè el dsRNA sintètic introduït en les cèl·lules pot induir la supressió de gens específics interessants. L'ARNi també pot ser utilitzat en escanejats a gran escala que sistemàticament tanquen el gen cel·lular que ajuda a identificar els components necessaris per a un procés cel·lular concret succés com la divisió cel·lular. L'explotació d'aquesta via és una eina promotedora en biotecnologia i medicina.
Històricament, la interferència d'ARN s'ha conegut amb altres noms, incloent-hi els de cosupressió, silenciament de gens post transcripcional i quelling. Fins que no es va comprendre totalment aquests processos anteriors, no es va veure de quina manera estaven interrelacionats i que tots ells descrivien el fenomen ARNi. El 2006, Andrew Fire i Craig C. Mello compartiren el Premi Nobel en fisiologia o medicina pel seu treball en la interferència de l'ARN en els nematode C. elegans, que es va publicar l'any 1998.

## Mecanismes cel·lulars

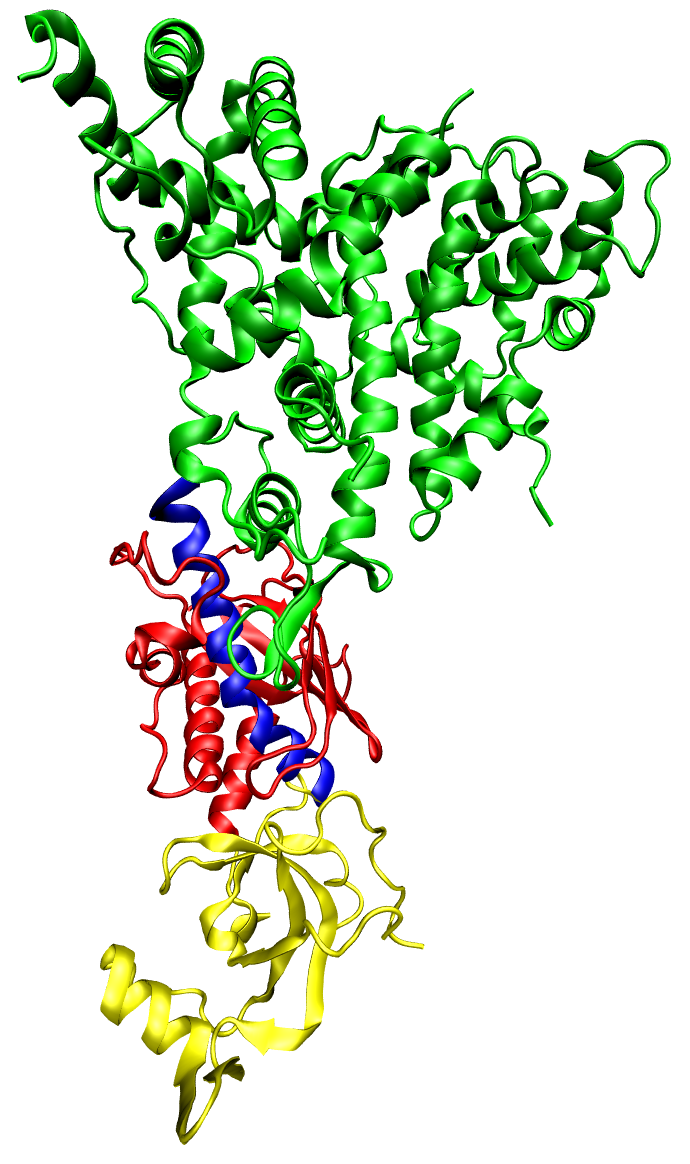
La proteïna dicer de Giardia intestinalis que catalitza la unió del dsRNA a siRNAs. Els dominis RNAse són de color verd, els dominis PAZ grocs, el domini plataforma vermell i l'estructura hélix blava.

L'ARNi és un procés de silenciació de gens depenent de l'ARN que és controlat pel complex silenciador ARN induït (RISC) i és iniciat per molècules de ARN de doble cadena curta al citoplasma cel·lular, on interaccionen amb el component argonauta del RISC. Quan el dsRNA és exogen (provinent d'una infecció vírica amb un genoma ARN o manipulat al laboratori), l'ARN és importat directament al citoplasma i s'uneixen en fragments curts per l'enzim. El dsRNA d'inici pot ser endogen (originat dins la cèl·lula), com els pre-microRNAs expressats a partir dels gens codificants d'ARN en el genoma. Els transcrits primaris d'aquests gens són primerament processats per formar una estructura stem-loop del pre-miRNA en el nucli, després és exportat al citoplasma per ser enllaçat amb el dicer. Per tant, les dues possibles vies que pot seguir el dsRNA, exògena i endògena, convergeixen en el complex RISC.

### Unió de dsRNA
El dsRNA endogen inicia l'ARNi mitjançant l'activació de proteïnes ribonucleases Dicer, les quals enllacen i uneixen l'ARN de doble cadena (ds RNAs) per produir fragments de 20-25 parells de bases de doble cadena i 2 nucleòtids de projecció en l'extrem 3'. Estudis bioinformàtics al genoma de múltiples organismes suggereixen que aquesta longitud maximitza l'especificitat del gen concret i minimitza els efectes no específics. Aquests fragments curts de doble cadena s'anomena “small interfering RNAs” (siRNAs). Aquests siRNAs són posteriorment separats en una única cadena i integrat en el complex RISC actiu. Després de la integració en el RISC, el siRNA interacciona amb l'ARNm i indueix la unió de l'ARNm, prevenint així que aquest sigui utilitzat com a plantilla de traducció.
El dsRNA exogen és detectat i enllaçat per una proteïna efectora, coneguda amb el nom de RDE-Y en C. Elegans i R2D2 en Drosophila, que estimula l'activitat de la proteïna dicer. Aquesta proteïna únicament uneix dsRNAs llargs, però el mecanisme que provoca l'especificitat de la longitud és desconegut. Aleshores, la proteïna d'unió d'ARN facilita la transferència del siRNAs unit al complex RISC.
En el C. elegans, aquesta resposta d'iniciació és amplificada mitjançant la biosíntesi de siRNA secundari mentre es dona la producció de dicer o siRNA primaris que utilitzen com a plantilles. Aquests siRNA secundaris són diferents estructuralment respecte als siRNA produïts per dicer i sembla que siguin sintetitzats mitjançant la proteïna Polimerasa ARN dependent (RdRP).

### Micro ARN (miRNA)

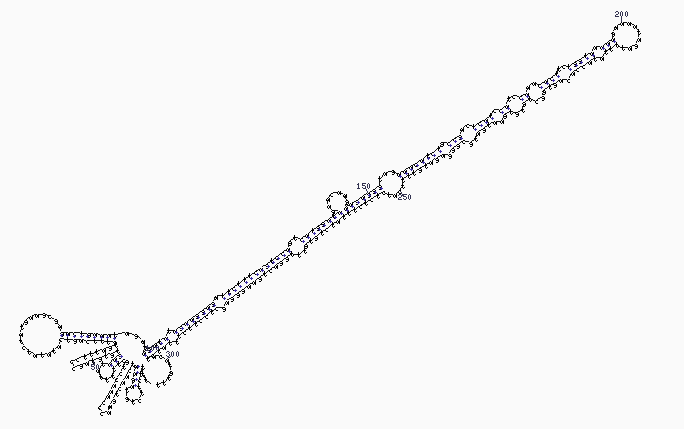
La stem-loop secondary structure d'una pre-microRNA de Brassica oleracea.

Els microRNAs (miRNAs) estan codificats genèticament com a RNAs no-codificants que ajuden a regular l'expressió gènica, especialment durant el desenvolupament embrionari. Definit en termes generals, el fenomen d'interferència de RNA indueix els efectes endògens induïts per la silenciació de gens de miRNA juntament amb la silenciació de dsRNA forà. Els miRNAs madurs són estructuralment similars als siRNAs produïts a partir de dsRNA exògens; però abans d'arribar a la maduresa els miRNAs han de passar una modificació post-traducccional extensiva. Un miRNA és expressat a partir d'un gen codificant d'ARN més llarg, com una transcripció primària, coneguda amb el nom de pri-miRNA. Aquesta és processada en el nucli de la cèl·lula, en una estructura anomenada "stem-loop structure" de 70 nucleòtids, la qual rep el nom de pre-miRNA, mitjançant el complex microprocessador. Aquest complex consisteix en un enzim RNAasa III anomenat Drosha i una proteïna associada al dsRNA anomenada Pasha. Aquesta porció de dsRNA de pre-miRNA és enllaçat i unit pel dicer per produir la molècula de miRNA madura i que podrà, aleshores, ser integrada al complex RISC; per tant, el miRNA i siRNA comparteixen la maquinària cel·lular duran el seu processament inicial.
Els siRNAs que deriven de llargs precursors de dsRNA es diferencien dels miRNAs pel fet que els miRNAs, especialment en els animals, en general tenen una base incompleta vinculada a un objectiu i inhibeixen la traducció de diferents miRNAs amb seqüències similars.
En canvi, el siRNA, que consta de bases aparellades complertes, indueix la unió d'ARNm únicament a un objectiu específic. En el cas de la Drosophila i el C. Elegants, el miRNA i el siRNA són processats per diferents enzims dicer i proteïnes argonautes.

### Activació amb catàlisi del complex RISC

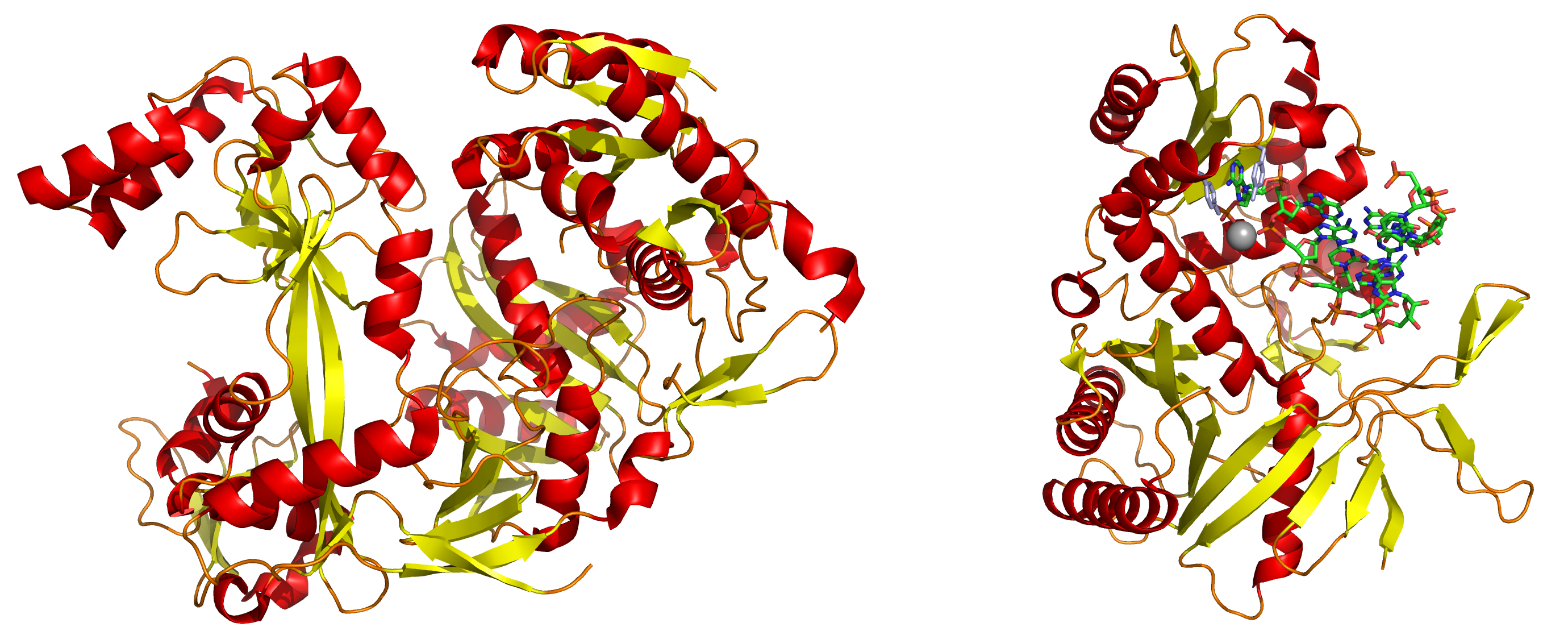
A l'esquerra hi ha una proteïna argonaute de l'espècie d'arqueu Pyrococcus furiosus. A la dreta el domini PIWI d'una proteïna argonauta en un complex amb doble cadena d'ARN.

Els components actius del complex silenciador d'ARN induït (RISC) són endonucleases anomenades proteïnes argonautes, que uneixen complementàriament una cadena de target ARN al seu siRNA corresponent. Com que els fragments produïts per dicer són de doble cadena, teòricament podrien sintetitzar un siRNA funcional. Però aquest fet no és possible pel que únicament, una de les dues cadenes (anomenada cadena guia), pot enllaçar les proteïnes argonautes i dirigir la silenciació de gens. L'altra cadena, coneguda com a anti-guia o cadena passatgera, és degradada durant l'activació del RISC. Tot i que en un principi es creia que les dues cadenes se separaven mitjançant una helicasa dependent d'ATP, actualment es pensa que el procés és independent d'ATP i es troba directament dirigit per les proteïnes que componen el RISC. La cadena seleccionada com a guia tendeix a ser la que té l'extrem 5' aparellat amb el seu complementari de manera menys estable, però en general la selecció de la cadena no es veu afectada per la direcció en la qual la proteïna dicer uneix el dsRNA abans d'incorporar-la al RISC. En canvi, l'enllaç més estable en l'extrem 5' amb la cadena passatgera podria servir com un factor de diferenciació de la proteïna R2D2.
L'estructura bàsica per enllaçar ARN a les proteïnes argonautes va ser examinada mitjançant cristal·lografia de raigs X. L'extrem 5' fosforilat de la cadena ARN entra a una butxaca de la superfície bàsica conservada i estableix un contacte mitjançant un catió divalent (un àtom amb dues càrregues positives) com, per exemple, el magnesi, i mitjançant apilaments aromàtics (un procés que permet que més d'un àtom comparteixi un electró fent-lo saltar endavant i endarrere) entre el nucleòtid 5' del siRNA i un residu de tirosina conservat. Es pensa que aquest fet forma un punt de nucleació per l'enllaç del siRNA al ARNm target.
Encara no es coneix com el complex RISC actiu localitza complementàriament els ARNms, que es troben a l'interior de la cèl·lula. Tot i que s'ha proposat el fet que el procés estigui vinculat a la traducció, la traducció de l'ARNm target no és essencial per a la degradació regulada per ARNi. A més a més, l'ARNi podria ser més efectiu en contra d'ARNm target que no es troba traduït. Les proteïnes argonautes (component catalític del RISC) estan localitzades en regions específiques del citoplasma anomenades cossos P (també cossos citoplasmàtics o cossos GW), que són regions amb elevades taxes d'ARNm decadents. L'activitat de l'ARNm també es troba agrupada en els cossos-P. El trencament dels cossos-P disminueix l'eficàcia de la interferència de l'ARN, suggerint que són part d'un punt crític en el procés de l'ARNi.

### Silenciació transcripcional

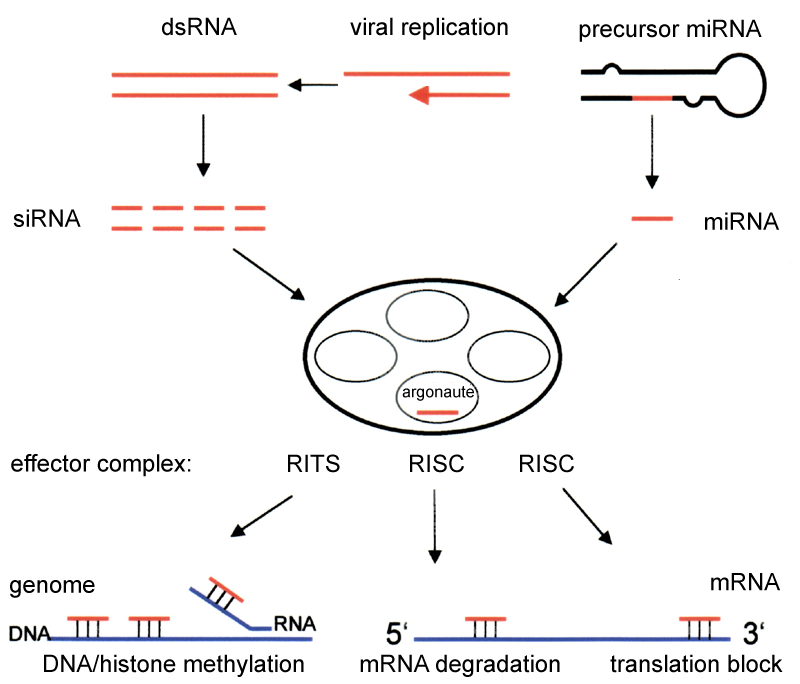
L'enzim dicer talla la doble cadena d'ARN per formar small interfering RNA o microRNA. Aquests ARN processats són incorporats en el RNA-induced silencing complex (RISC) que a través d'un procés que involucra l'ARN missatger previndrà de la traducció.

Alguns components de la via de l'ARNi també són utilitzats en moltes cèl·lules eucariotes per mantenir l'organització i l'estructura dels seus genomes. La modificació de les histones i la inducció associada a la formació d'heterocromatina serveix per regular, a la baixa, gens pre-transcripcionalment; aquest procés es coneix com a ARN induït per silenciació transcripcional, i és dut a terme per mitjà d'un complex de proteïnes conegut amb el nom de complex RITS. En el llevat, aquest complex conté proteïnes argonautes, una proteïna cromodomini Chp1 i una proteïna anomenada Tas3 amb funció encara desconeguda. Com a conseqüència, la inducció i la propagació de regions heterocromàtiques requereixen les proteïnes argonautes i les proteïnes RdRP. A més a més, la supressió d'aquests gens en el llevat S. pombe interromp la metilació de les histones i la formació del centròmer, causant així que l'anafase sigui més lenta durant procés de divisió cel·lular. S'ha observat que, en alguns casos, processos similars associats a la modificació d'histones regulen gens a l'alça mitjançant la transcripció.
El mecanisme amb el qual el complex RITS indueix la formació d'heterocromatines i la seva organització no es coneix amb exactitud. La majoria dels estudis s'han fixat en la regió d'acoblament del llevat, tot i que pot ser que no sigui representativa de l'activitat d'altres regions genòmiques o dels organismes. En el manteniment de l'existència de regions d'heterocromatina, el RITS forma un complex amb els siRNAs complentaris als gens locals i s'uneix de forma estable a les histones metilades, actuant co-traduccionalment en la degradació de qualsevol pre-ARNm transcrit que sigui iniciat per l'ARN polimerasa. Encara que el seu manteniment no ho és, la formació d'aquestes regions d'heterocromatina és dependent de la proteïna dicer; segurament perquè la proteïna dicer és necessària per generar el complement inicial del siRNAs que es dirigeixen cap a les següents transcripcions. S'ha suggerit que el manteniment de l'heterocromatina funciona com un circuit d'auto-reforç de retroalimentació. La rellevància d'aquestes observacions, tant de les regions d'acoblament com de la formació dels centròmers, no és clara, i es sospita que el manteniment de l'heterocromatina en les cèl·lules dels mamífers és independent als components de la via de l'ARNi.

### Interferències amb la correcció de l'ARN (RNA editing)
El tipus de correcció d'ARN (RNA editing) que té més prevalença entre els eucariotes superiors converteix nucleòtids d'adenosina en inosine en els dsRNAs mitjançant l'enzim adenosina deaminasa (ADAR). En un principi, l'any 2000, es va proposar que l'ARNi i les vies de correcció de ARN A→I podrien competir per un substrat comú de dsRNA. A més a més, alguns pre-miRNAs pateixen un procés de correcció ARN A→I i aquest mecanisme pot regular el processament i expressió de miRNAs madurs. Per altra banda, com a mínim un ADAR (adenosina deaminasa que actua sobre l'ARN) d'un mamífer pot segrestar siRNAs de components de les vies d'ARNi. Altres estudis que suporten aquest model asseguren que les cadenes sense ADAR de C. elegans indiquen que la correcció A→I RNA pot contrarestar la sileciació de l'ARN de gens endògens i transgens.

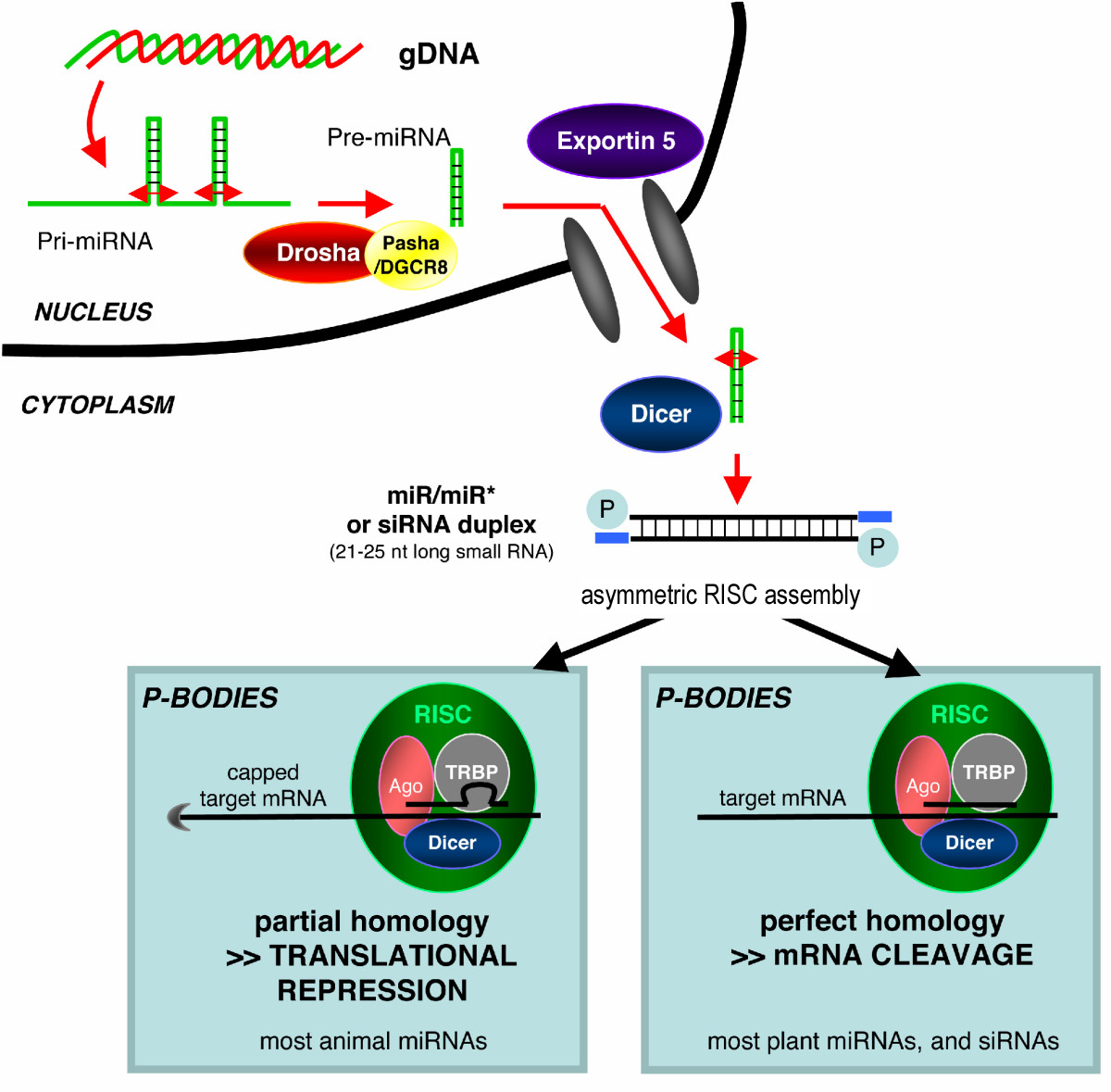
Imatge que representa les majors diferències entre plantes i animals pel que fa al silenciament genètic. Tant el microRNA com l'exogen small interfering RNA són processats per l'enzim dicer i integrats en el complex RISC que regula el silanciament del gens.

### Variació entre organismes
Els organismes varien en la seva capacitat d'assumir dsRNA forà i fer-lo servir dins la via ARNi. Els efectes de la interferència de l'ARN poden ser a la vegada sistèmics i hereditari en les plantes i en C. elegans, però no en Drosophila o en mamífers. En les plantes es creu que l'ARN es propaga per la transferència de siRNAs entre cèl·lules a través dels canals del plasmodesma (canals en les parets cel·lulars que permeten la comunicació i transport entre cèl·lules). L'heretabilitat prové de la metilació dels promotors de target mitjançant l'ARNi; el nou patró de metilació es copia en cada nova divisió de la cèl·lula. Hi ha una àmplia distinció entre les plantes i els animals en els miRNAs produïts endògenament; en les plantes, miRNAs són perfectes o gairebé perfectes en la complementarietat amb els seus gens diana i indueixen la divisió de l'ARNm mitjançant RISC. En els animals, en canvi, els miRNAs tendeixen a ser més divergents en la seva seqüència i indueixen la repressió de la traducció. Aquest efecte sobre la traducció podria ser produït per la inhibició de les interaccions que es donen en l'inici de la traducció amb el missatger de la cua de poliadenina de l'ARN.
Alguns protozous eucariotes, com Leishmania major i Trypanosoma cruzi, no tenen la via ARNi. La majoria o cap dels components es troben en certs fongs, per exemple en l'organisme modelSaccharomyces cerevisiae. Pero, un estudi recent revela la presència de ARNi en altres espècies de llevat com el Saccharomyces castelli i la Candida albicans. Això demostra que la inducció de dues proteïnes ARNi dels S.castelli facilita l'ARNi en el S.cerevisiae. El fet que alguns ascomicots i basidiomicets no tinguin les vies d'interferència d'ARN indica que la proteïna requerida per la silenciació s'ha perdut independentment del llinatge dels fongs, possiblement a causa de l'evolució d'una nova via amb una funció similar o per la manca d'un avantatge selectiu en certs nínxols.

### Sistemes procariòtics relacionats
L'expressió dels gens en les procariotes es troba influenciada pel "RNA-based system" que és similar en alguns aspectes a l'ARNi. Aquí, els gens d'ARN codificant que s'encarreguen del control de l'abundància i traducció dels mRNa. Aquesta regulació implica la producció d'ARN complementaris que s'uneixen als ARNms mitjançant l'aparellament de bases. Això no obstant, aquests ARN reguladors no són habitualment considerats anàlegs als miRNAs perquè la proteïna dicer no està involucrada. S'ha suggerit que la interferència del sistema CRISPR en les cèl·lules procariotes és anàleg als sistemes d'interferència de ARN que es troben a les cèl·lules eucariotes, tot i que cap de les proteïnes que el componen són homòlogues.

## Funcions biològiques

### Immunitat
La interferència de l'ARN és vital en la resposta immunitària a virus i altres materials genètics forans especialment en les plantes a les quals també prevé dels transposons. Plantes com Arabidopsis thaliana expressen múltiples homòlogs de dicer especialitzats en la resposta a diferents tipus de virus. Abans que la via de l'ARNi fos entesa, ja es coneixien aquests gens inductors de la silenciació en plantes que es podien estendre's per la planta mitjançant efectes sistèmics, i poden ser transferits des del magatzem fins als descendents de les plantes a través d'empelts. Aquest fenomen ha estat reconegut com una característica adaptativa del sistema immunològic de la planta, i permet a tota la planta respondre en contra d'un virus després d'una trobada inicial localitzada amb aquest. En resposta, molts virus associats a les plantes han desenvolupat un mecanisme elaborat que suprimeix la resposta de l'ARNi en les cèl·lules vegetals. Aquest mecanisme inclou proteïnes virals que uneixen fragments d'ARN de doble cadena curts amb finals de cadenes simples, com per exemple les produïdes per l'acció de les dicer. Genomes d'algunes plantes també expressen siRNAs endògens en resposta a una infecció produïda per uns tipus específics de bacteris. Aquests efectes podrien formar part d'una resposta generalitzada en contra d'un patogen que regula a la baixa qualsevol procés metabòlic en l'hoste que ajuda al procés d'infecció.
Tot i que generalment els animals expressen menys variants de proteïnes dicer que les expressades en les plantes, s'ha provat que en alguns animals l'ARNi produeix una resposta antiviral. Tant en Drodophila adulta com jove, el ARN interferent és important en la immunitat innata antiviral i s'activa en contra de patògens com el virus Drosophila X. Un procés d'immunitat semblant succeeix en els C.elegans, ja que les proteïnes argonautes són regulades a l'alça en resposta a virus i cucs que expressen components de la via de l'ARNi i que són resistents a la infecció viral.
El rol de la interferència d'ARN en la immunitat innata dels mamífers es coneix molt poc, i pocs estudis estan disponibles. Tot i això, l'existència de virus que codifiquen gens que són capaços de suprimir la resposta de l'ARNi en cèl·lules de mamífers seria l'evidència a favor d'una resposta immunitària depenent d'ARNi en els mamífers. Però, aquesta hipòtesi d'una possible resposta dependent d'ARNi té poc fonament. També existeixen algunes funcions alternatives per l'ARNi en virus de mamífers, com per exemple els miRNAs que s'expressen pel virus de l'herpes i podrien actuar com a activadors de l'organització d'heterocromatina intervenint en la latència viral.

### Regulació de gens a la baixa
Els miRNA endògens, tant els intrònics com els intergènics, són els més importants en la repressió de la traducció i en la regulació del desenvolupament embrionari, especialment en el moment de la morfogènesi, el manteniment de cèl·lules indiferenciades o gairebé diferenciades i en el manteniment de les cèl·lules mare. El 1993 en C. elegans es va descriure per primer cop el paper dels miRNA endògens en la regulació de gens a la baixa En les plantes, aquesta funció va ser descoberta quan es va demostrar que el “JAW micro RNA” d'Arabidopsis estava involucrat en la regulació de diversos gens que controlen la forma de la planta. En els vegetals, la majoria dels gens regulats per miRNAs són factors de transcripció. L'activitat del miRNA és particularment àmplia i regula xarxes de gens completes durant el desenvolupament mitjançant la modulació de l'expressió de gens reguladors clau, incloent-hi tant els factors de transcripció com les proteïnes F-box. En molts organismes, inclosos els éssers humans, els miRNAs també s'han vinculat a la formació de tumors i a la desregulació del cicle cel·lular. Per tant, els miRNAs poden funcionar com oncògens o també com a supressors de tumors.

### Regulació de gens a l'alça
L'activació de l'ARN és un fenomen amb el qual les seqüències d'ARN (siRNA i miRNA) que són complementàries a les parts d'un promotor poden augmentar la transcripció de gens. Una part del mecanisme de regulació a l'alça d'aquests gens ARN és coneguda: les proteïnes dicer i argonauta hi estan involucrades, possiblement a través de la desmetilació d'histones. Els miRNAs també han estat proposats com a reguladors a l'alça pels seus gens diana després de la detenció del cicle cel·lular, tot i que els mecanismes subjacents no han estat aclarits.

## Evolució
Basant-se en anàlisi filogenètiques assistides per ordinador l'avantpassat comú més recent de tots els eucariotes molt probablement tindria una via ARNi primitiva.
La funció ancestral del sistema ARNi es creu que seria de defensa immune contra els genomes de virus i transposons.
Els gens de l'ARNi i dels eucariotes estarien dins d'una carrera d'armes evolutiva amb els gens virals. Alguns virus han desenvolupat mecanismes per suprimir la resposta de l'ARNi en les seves cèl·lules de l'hoste efecte que es nota especialment en els virus de les plantes.

## Aplicacions tecnològiques

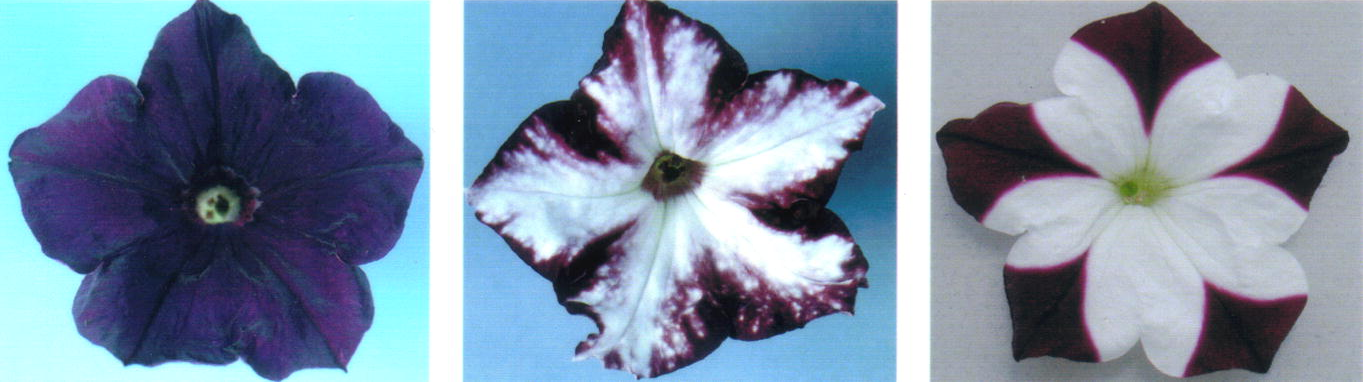
Exemple de plantes de petúnia amb els gens silenciats per la via ARNi. A l'esquerra el tipus silvestre de petúnia; a la dreta plantes transgèniques que per la supressió de gens donen llocs a zones blanques a la flor.

La interferència de l'ARN es fa servir sovint en la biologia experimental per estudiar la funció dels gens. Amb aquest mecanisme es pot disminuir dràsticament en l'expressió dels gens objectiu i amb això mostrar-ne el paper biològic aquesta tècnica s'anomena "Gene knockdown", per distingir-la de la "Gene knockout" en la qual s'elimina la totalitat de l'expressió del gen.

### Biotecnologia
La interferència de l'ARN s'ha utilitzat en enginyeria genètica en fase experimental i en particular en plantes alimentàries perquè produeixin un nivell menor de toxines naturals. Per exemple les llavors del cotó són riques en proteïnes però de manera natural contenen un terpenoide tòxic, el gossipol, que no les fan aptes pel consum humà. S'ha fet servir la via ARNi per abaixar el nivell de gossipol a través de reduir el nivell de l'enzim que el forma sense afectar els enzims en altres parts de la planta que produeixen productes de defensa contra les plagues del cotó. Es fa recerca per eliminar els productes que produeixen al·lèrgia en el consum de tomàquet i disminuir els precursors del càncer per fumar tabac. També en el cascall es tracta de fer que no sigui una planta narcòtica, resistència als virus de les plantes, i augmentar l'efecte antioxidant de les plantes.